# Hinton (Virginie-Occidentale)
La ville de Hinton est le siège du comté de Summers, situé dans l’État de Virginie-Occidentale, aux États-Unis. Sa population s’élevait à 2 266 habitants lors du recensement de 2020.

## Histoire
Hinton doit son nom au pionnier John (dit Jack) Hinton, qui possédait les terres sur lesquelles la ville a été fondée.